# Херцегбосненски кантон
Херцегбосненски кантон (на хърватски: Hercegbosanska županija) e един от 10-те кантона на Федерация Босна и Херцеговина, Босна и Херцеговина. Негов главен град е Ливно. Намира се южната част на страната, близо до границата с Хърватия.

## География
Кантонът заема площ от 4934 km² или 19% от площта на Федерация Босна и Херцеговина.

## Административно деление
Западнобосненският кантон се състои от шест общини:
- Дървар
- Босанско Грахово
- Гламоч
- Купреш
- Ливно
- Томиславград

## Население
- (2013) – 84 127 души[1]

Според преброяването на населението от 1991 г. наброява 115 726 души, с малка гъстота на населението (23 души/km²). Предвоенната рецесия в икономиката, a и след гражданската война, много от населението на кантона се изселва в Европа или на друго място в Босна и Херцеговина. Бъдещето на района е да се обърне процеса на изселване, след инвестиции в местната икономика.

## Етнически състав
Към 2013 г.
- 64 604 (76,79%) – хървати
- 10 905 (12,96%) – сърби
- 8037 (9,55%) – бошняци